# Xã Saline, Quận Hot Spring, Arkansas
Xã Saline (tiếng Anh: Saline Township) là một xã thuộc quận Hot Spring, tiểu bang Arkansas, Hoa Kỳ. Năm 2010, dân số của xã này là 1.764 người.